# أربيان خيوسي
أربيان خيوسي (الاسم العلمي: Anthemis chia) هو نوع نباتي يتبع جنس الأربيان من الفصيلة النجمية. 

## الموئل والانتشار
في بلاد الشام.